# کلوچه اقبال

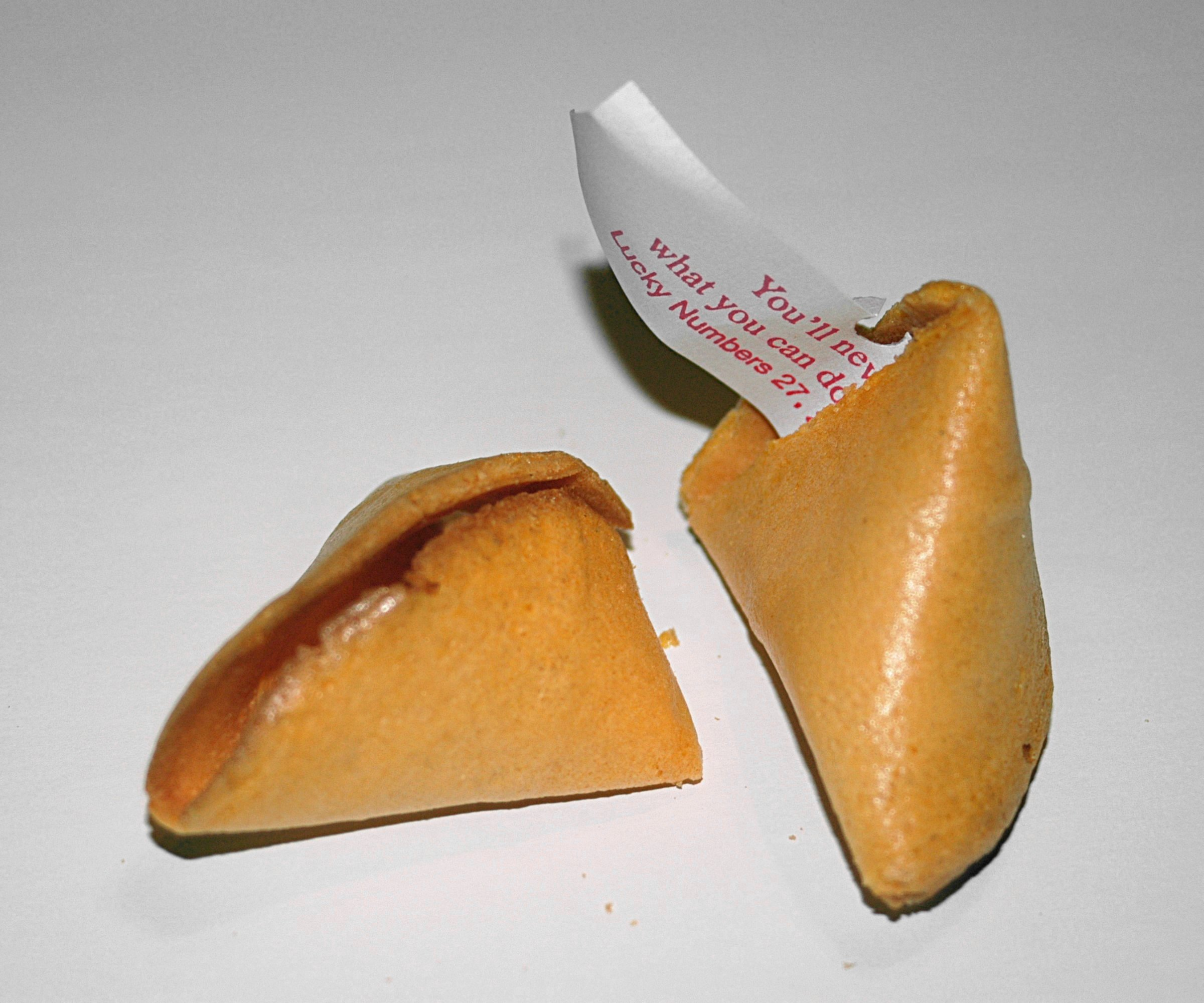
یک کلوچه اقبال باز شده

کلوچه اقبال یا کلوچه طالع (به انگلیسی: Fortune cookie) یک شیرینی ترد و شیرین است که معمولاً از آرد، شکر، وانیل و روغن دانه کنجد با یک تکه کاغذ در داخل آن به‌عنوان «اقبال»، معمولاً یک تعبیر یا یک پیشگویی مبهم تهیه می‌شود. پیام داخل ممکن است شامل یک عبارت چینی با ترجمه یا لیستی از اعداد خوش شانسی باشد که توسط برخی به عنوان شماره بخت‌آزمایی استفاده می‌شود. کلوچه‌های اقبال اغلب به‌عنوان دسر در رستوران‌های چینی در ایالات متحده، کانادا و سایر کشورها سرو می‌شوند اما منشأ آنها چینی نیست. منشأ دقیق این کلوچه‌ها مشخص نیست اگرچه گروه‌های مختلف مهاجر در کالیفرنیا ادعا می‌کنند که آن‌ها را در اوایل قرن بیستم رایج کرده‌اند. آن‌ها به احتمال زیاد از کوکی‌های ساخته شده توسط مهاجران ژاپنی به ایالات متحده در اواخر قرن نوزدهم یا اوایل قرن بیستم سرچشمه می‌گیرند. نسخه ژاپنی آن اعداد شانس چینی را نداشت و با چای خورده می‌شد.